# Sébastien Stoskopff
Sébastien Stoskopff, né à Strasbourg le 13 juillet 1597 et mort à Idstein le 10 février 1657, est un peintre alsacien considéré comme l'un des peintres de natures mortes allemands les plus importants de son époque. Ses œuvres, redécouvertes après 1930, représentent des gobelets, des tasses et surtout des verres. La réduction à quelques objets, caractéristique des premières natures mortes, se retrouve dans sa peinture. Ses principales œuvres sont exposées dans sa ville natale de Strasbourg, mais certains des musées d'art les plus importants du monde (MET, Musée du Louvre, musée d'Histoire de l'art de Vienne, Gemäldegalerie (Berlin)) possèdent des peintures de Stoskopff.

## Biographie

### Jeunesse
Sébastien Stoskopff nait en 1597 à Strasbourg. Son père est employé par la ville depuis 1590 comme courrier à cheval ou escorte royale, conduisant une calèche à un cheval. En 1614, son père demande au Conseil de Strasbourg de l'aide pour son fils de 17 ans : il veut qu'il puisse apprendre le métier de peintre, car Sébastien est extrêmement doué en dessin et en peinture depuis l'âge de 15 ans. Le Conseil accepte d'apporter son soutien et envoie probablement le jeune artiste dans un premier temps chez le peintre et graveur sur cuivre strasbourgeois, Friedrich Brentel. Cependant, il n'apprend qu'à affiner davantage son dessin et n'est pas, comme espéré, initié à l'art de la peinture.
En 1615, son père meurt et sa mère se rend à nouveau au Conseil de Strasbourg pour demander une aide pour une formation auprès d'un peintre reconnu. Stoskopff est alors envoyé chez Daniel Soreau, peintre tournaisien émigré à Hanau. Au début, ce dernier n'est pas très enthousiaste, car il choisit généralement ses apprentis parmi ses parents et amis proches. Cependant, il accède finalement à la demande du Conseil et leur assure qu'il « ferait un Albrecht Dürer de cet apprenti ». Il n'existe pas une seule image de Daniel Soreau ; il est seulement possible de tirer des conclusions sur la façon dont le maître a transmis ses compétences artistiques à ses élèves à travers les œuvres de ses fils, d'autres apprentis de son atelier et à travers les œuvres de Stoskopff.

### Paris

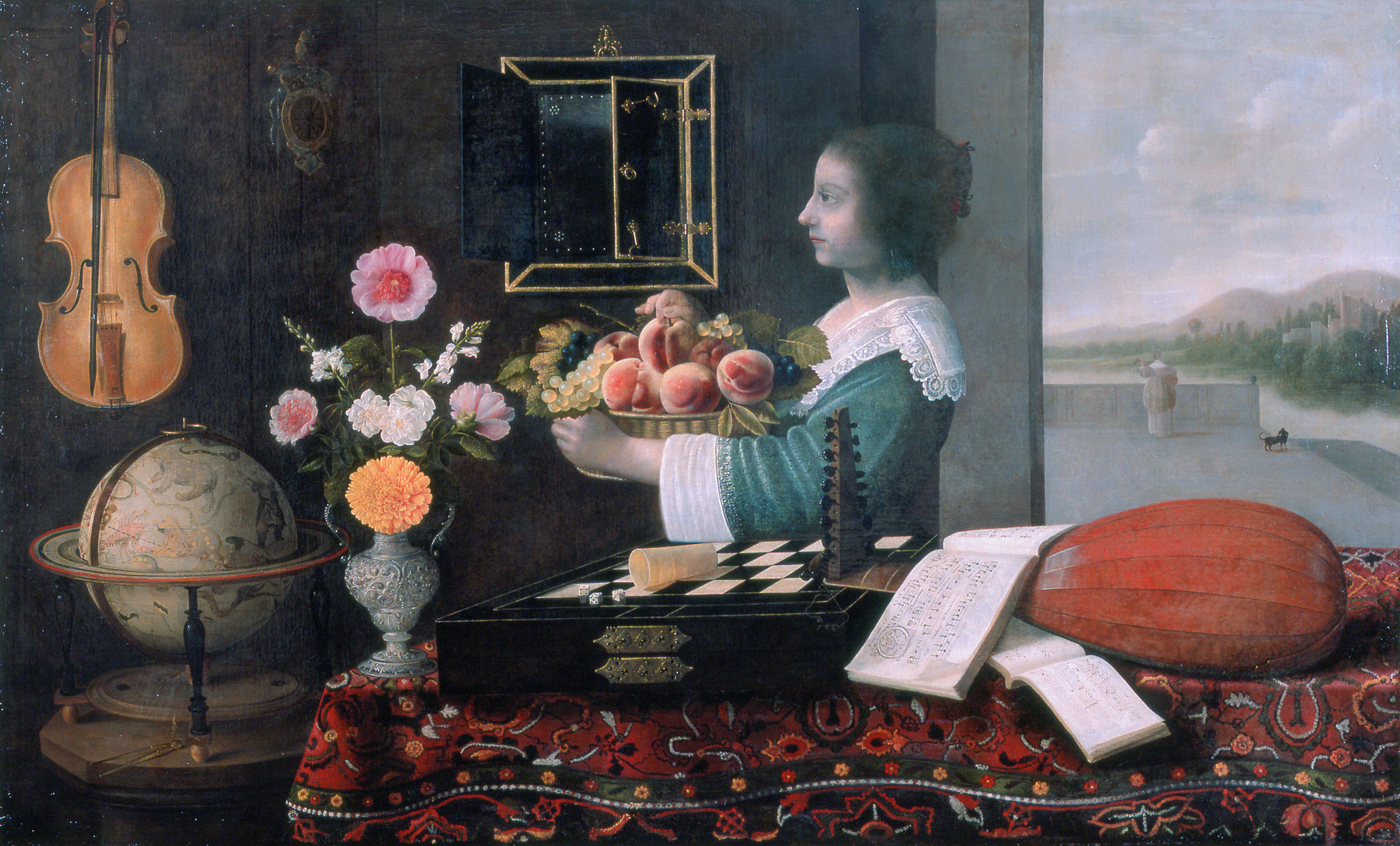
LḖté ou Les Cinq sens, 1633.

Après la mort de Soreau en 1619, Sébastien Stoskopff reprend son atelier avec les apprentis, ainsi que sa fonction de maître. L'un des apprentis est Joachim von Sandrart, qui devient plus tard un peintre à succès et qui écrit le premier ouvrage important sur l'histoire de l'art en allemand : Teutsche Academie der Bau-, Bild,- und Malerey- Künste. Cet ouvrage contient des descriptions de la vie d'artistes antérieurs et contemporains, dont des descriptions de l'époque à Hanau avec son maître, Sebastian Stoskopff.
Après l'échec de sa tentative d'obtenir l'autorisation de s'installer à Francfort, il se rend à Paris. Il y séjourne d'environ 1622 jusqu'en 1639, ce qui peut être reconstitué à partir d'informations indirectes et d'inventaires immobiliers. Il y crée ses premières œuvres de plus grand format comme l'été ou L'hiver (aujourd'hui tous deux à Strasbourg). Une déclaration de Joachim von Sandrart prouve sa résidence à Paris : « Von dannen [gemeint ist Hanau] verreiste er in Frankreich und hinterließ viele gute Werke; von Pariß zoge er nach Italien (allwo ich ihn zu Venedig Anno 1629 gesehen), hernach wieder zurück nach Pariß und so fürters nach Straßburg [. . . ] » (« De là [c'est-à-dire Hanau], il voyagea en France et laissa beaucoup de bonnes œuvres; de Paris, il partit pour l'Italie (où je l'ai vu à Venise en 1629), puis retourna à Paris et plus loin à Strasbourg [. . . ] »).
Il voyage en Italie vers 1629.

### Strasbourg

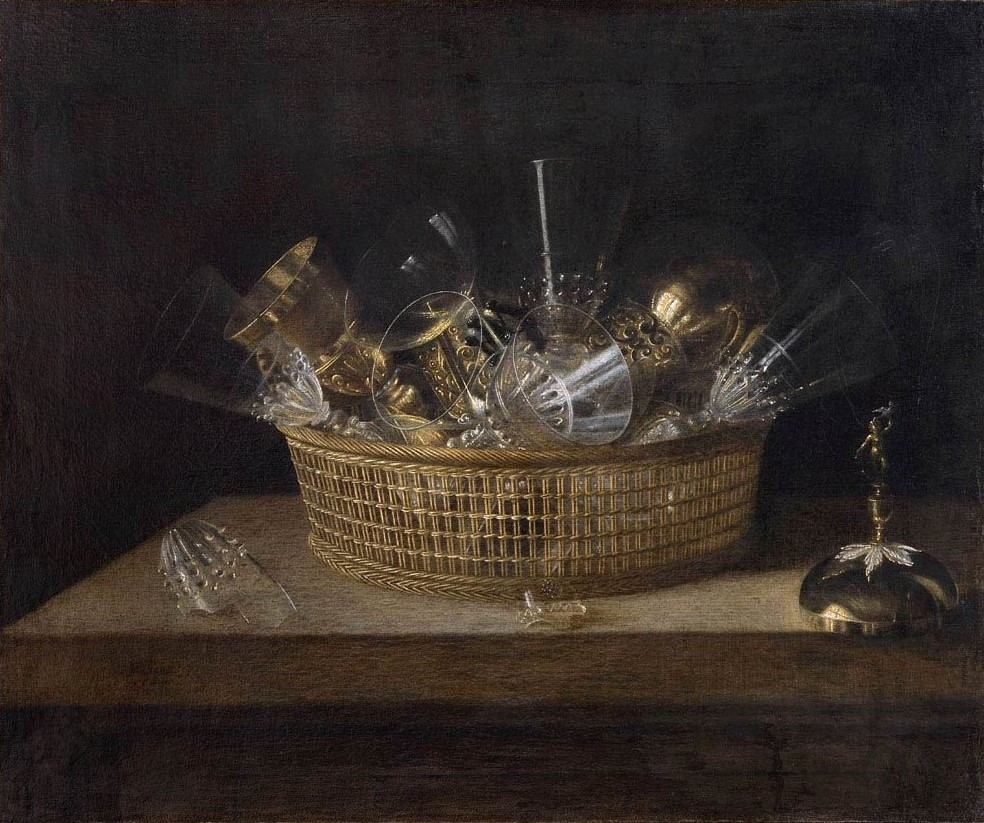
Verres dans un panier, 1644.

Sébastien Stoskopff revient à Strasbourg en 1639 (ou 1641), soit pour des raisons familiales, soit à cause de la forte augmentation des conflits religieux à Paris. Il y rejoint sa jeune sœur Marthe, mariée à Nicolaus Riedinger, orfèvre de son état. Il installe son atelier dans la rue de l'Étal. Un an plus tard, il rejoint la guilde de Steltz, à laquelle appartiennent d'autres peintres, graveurs sur cuivre et artisans des arts. Plusieurs conflits éclatent entre l'artiste et la guilde après son adhésion, entre autres parce que Stoskopff aime sa liberté d'artiste indépendant et responsable et ne veut pas exploiter un atelier avec des apprentis, comme cela se fait habituellement. Les conflits se calment quand il offre un tableau à la guilde. Il atteint la richesse et le prestige à Strasbourg.
En 1646, il épouse Anne-Marie, qui est la fille issue d'un premier mariage de Nicolaus Riedinger. Celle-ci, déjà veuve à 25 ans, fait de lui à la fois le beau-frère et le beau-fils de Riedinger.
Sa présence au sein d'une famille d'orfèvre se ressent dans les modèles peints dans ses natures mortes, il y fait apparaître des gobelets, des hanaps et des coupes finement ciselées (dont une série de coupes en vermeil à godrons retroussés, qui ont vraisemblablement été façonnées par Nicolaus Riedinger dans son atelier).

### Dernières années et mort
À partir de 1650, il se rend de plus en plus à Idstein, chez son protecteur Jean de Nassau. Le comte est luthérien et soutient l'Union protestante. Il est le mécène le plus important de Sébastien Stoskopff à cette époque, grâce notamment à Joachim von Sandrart qui a négocié les peintures de Stoskopff avec le comte.
Sebastian Stoskopff meurt en 1657 à l'âge de 60 ans dans une auberge à Idstein. Il serait décédé à cause d'une consommation excessive d'alcool. D’après la nécrologie rédigée par le pasteur dans le registre paroissial d’Idstein , « L’an 1657, 11 février, Stoskopff, peintre de Strasbourg, qui s’est pochardé d’eau-de-vie à en mourir, a été porté hors ville et enterré le matin entre 7 et 8 heures, à une heure insolite, sans chant d’église ni sonnerie de cloche ».
Près de 20 ans plus tard, son meurtre est devenu évident dans un acte d'accusation pour sorcellerie, dans lequel le propriétaire de la taverne et une femme sont impliqués ; le propriétaire a tué Stoskopff par cupidité.

## Influence
Bien que Sebastian Stoskopff ait été influencé par Georg Flegel en matière de composition artistique, on ne sait pas s'il avait connu Flegel de son vivant ou s'il n'a vu les œuvres de Flegel qu'après sa mort. De plus, son influence semble avoir été « plutôt sporadique et de courte durée ».

## Postérité
Très apprécié à son époque, il est considéré comme l'un des maîtres de la nature morte. Son œuvre a été redécouverte dans les années 1930, grâce à Hans Haug, directeur du musée de l'Œuvre Notre-Dame de Strasbourg, qui conserve une collection de ses œuvres.

## Œuvres
- Nature morte au nautile, coquillage et boîte en bois, vers 1630, huile sur toile, 47 × 59 cm, Metropolitan Museum of Art, New York[8]
- Les Cinq sens (1633), huile sur toile, 113 × 180,5 cm, musée de l'Œuvre Notre-Dame, Strasbourg ;
- Grande vanité (1641), huile sur toile, 125 × 165 cm, musée de l'Œuvre Notre-Dame, Strasbourg ;
- Trompe-l'œil (1643-1644), huile sur toile, 65 × 54 cm, Kunsthistorisches Museum, Vienne ;

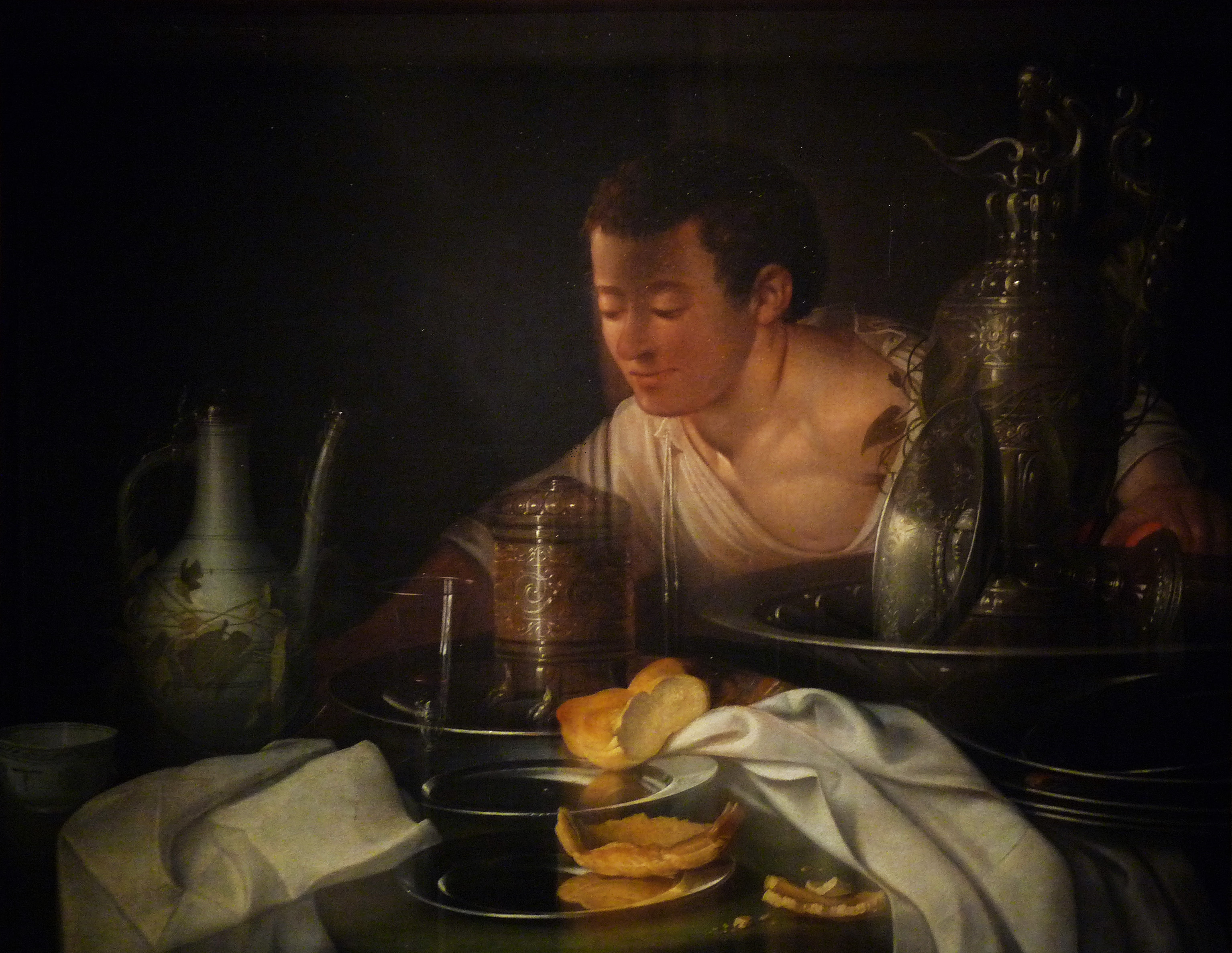
Corbeille de verres et pâté (vers 1630-1640), huile sur toile, 52 × 62 cm, musée des Beaux-Arts, Strasbourg ;
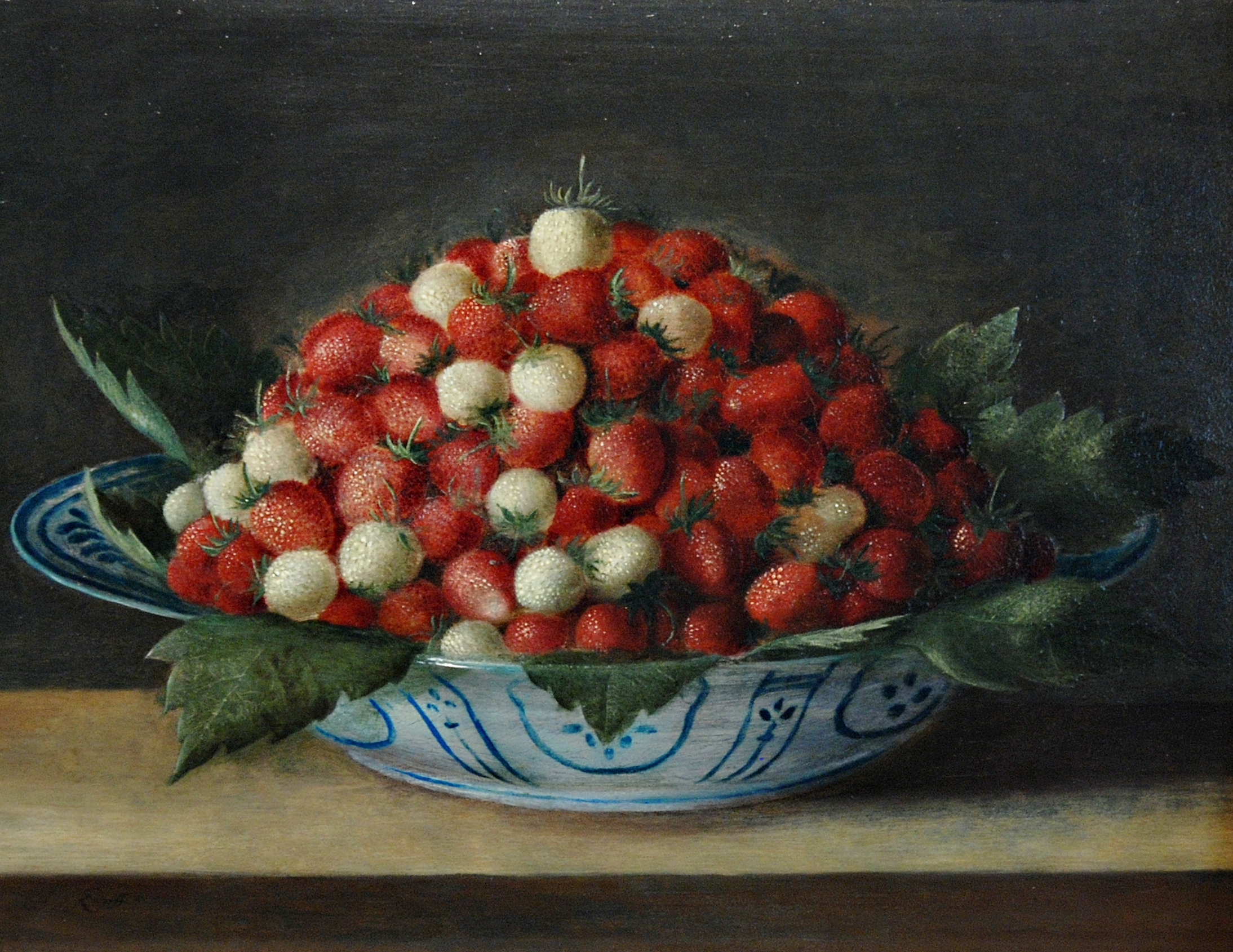
Jatte de fraises, vers 1620, musée de l'Œuvre Notre-Dame de Strasbourg
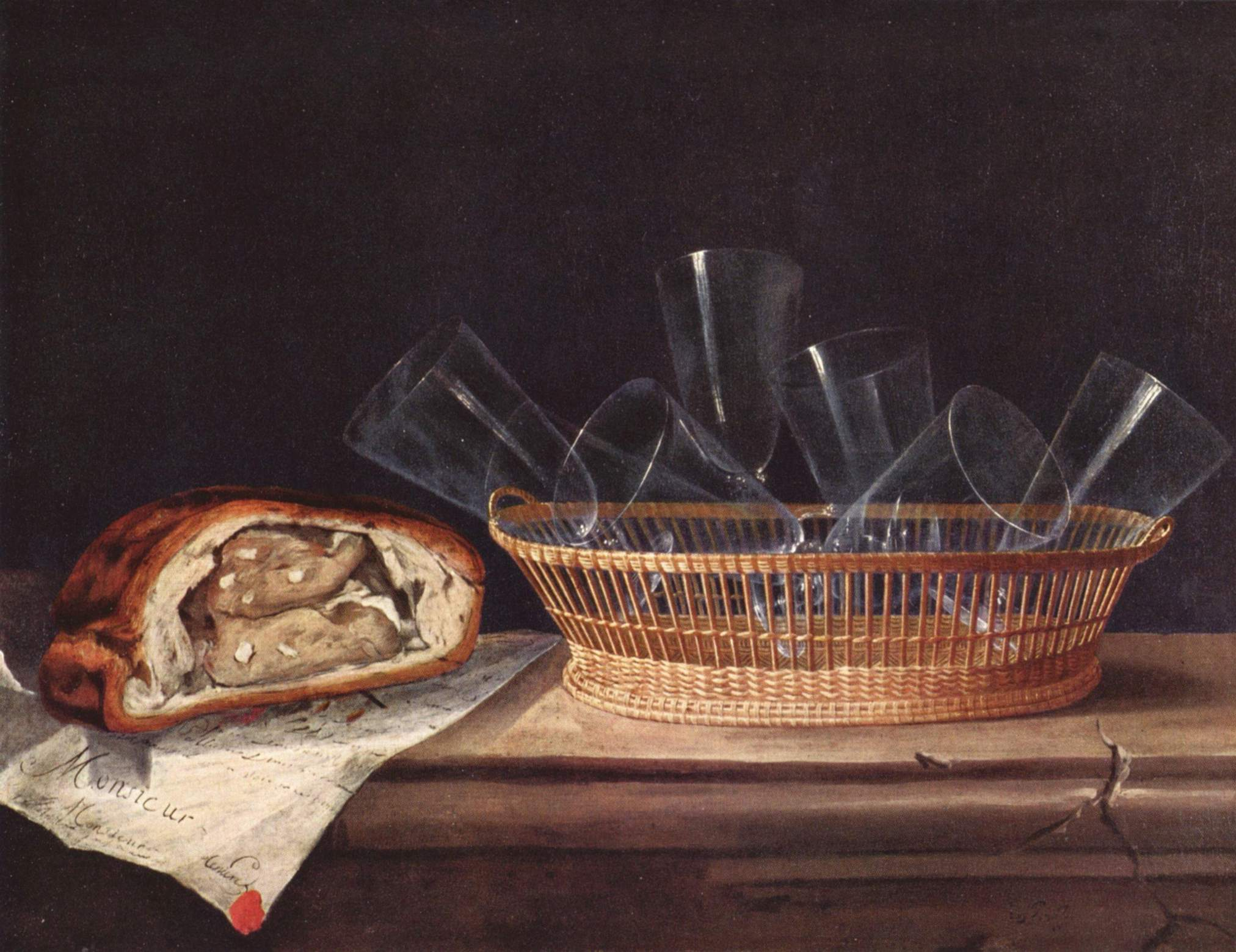
Nature morte au baquet et au poisson, huile sur toile, 78 × 115 cm, musée des Beaux-Arts, Lyon  - Le Banquet desservi, 1621, musée des Beaux-Arts de Strasbourg
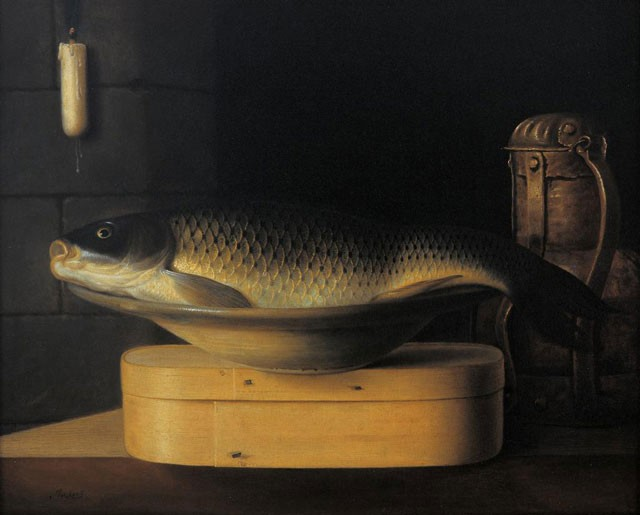
Carpe sur une boîte à copeaux, 1635, Kunsthalle de Brême
  - Jatte de fraises, vers 1620, musée de l'Œuvre Notre-Dame de Strasbourg
  - Nature morte aux verres et au pâté, musée de l'Œuvre Notre-Dame de Strasbourg
  - Carpe sur une boîte à copeaux, 1635, Kunsthalle de Brême